# Franciszek Sowa
Franciszek Sowa (ur. w 1946) – polski językoznawca, doktor nauk filologicznych zajmujący się dialektologią słowiańską, onomastyką polską i hagiografią. Starszy wykładowca w Państwowej Wyższej Szkole Zawodowej im. Jana Grodka w Sanoku, wcześniej zaś w Instytucie Języka Polskiego Polskiej Akademii Nauk. Współautor z Henrykiem Frosem Księgi imion i świętych.

## Publikacje
Źródła:
- Twoje imię. Przewodnik hagiograficzno-onomastyczny (współautor Henryk Fros), Wydawnictwo WAM, Kraków 1976;
- Polstina do vrecka, Bratysława 1979;
- Język słowacki, „Nauka dla Wszystkich” nr 335, Kraków 1980;
- Lektorske cvicenia z polstiny (współautor Marian Servatka), Bratysława 1981;
- System fonologiczny polskich gwar spiskich, Wrocław 1990;
- Księga imion i świętych (współautor Henryk Fros), t. I–VII, Kraków 1997–2007.
- Słownik słów kluczowych z językoznawstwa, Kraków 1988.